# Achaea tolnaodes
Achaea tolnaodes is een vlinder van de familie van de spinneruilen (Erebidae). De wetenschappelijke naam van deze soort is voor het eerst voorgesteld door Emilio Berio in een publicatie uit 1956.
De soort komt voor in Namibië.